# Ciliciu
Ciliciuleste un obiect purtat obligatoriu pe piele în scopul de a provoca durere sau disconfort penitenților. Ciliciul poate fi un brâu (centură), o cămașă din păr aspru sau un lanț metalic cu țepi. Ciliciul este purtat sub îmbrăcăminte, direct pe piele, din motive ascetice sau ca penitență. 

## Istoric
În Tarsos tatăl Apostolului Pavel era producător de material pentru corturi, acoperite cu piele de capră de Cilicia (de unde  cuvântul ciliciu).
În Noul Testament Sf. Ioan Botezătorul purta o cămașă de penitență din păr de cămilă. Începând din secolul al IV-lea penitenții ecleziastici purtau ciliciu din păr de cal sau de porc. De-a lungul timpului au purtat ciliciu pesonalități religioase sau laice printre care: Thomas Becket, Francisc de Assisi, Tereza de Lisieux, Maica Tereza, papa Paul al VI-lea și Henric al IV-lea, împăratul Sfântului Imperiu Roman, pe drumul spre Canossa.
Până la reformele care au urmat Constituției Perfectae caritatis privind reînnoirea contemporană a vieții religioase, cartusienii purtau sub halat, pe piept și pe spate, o cămașă de penitență din păr de cal și capră. În majoritatea comunităților religioase, purtarea unui ciliciu nu mai este obișnuită pentru toți membrii, deși amploarea utilizării sale efective este dificil de cunoscut, deoarece este o lenjerie de corp. 
Unele ordine religioase precum Carmelitele desculțe, Conceptiștii și Conceptistele sau Opus Dei, continuă să folosească ciliciul sub forma unui brâu penitențial metalic care, pus în jurul coapselor și se purtat ore întregi, provoacă dureri puternice.

## Galerie de imagini

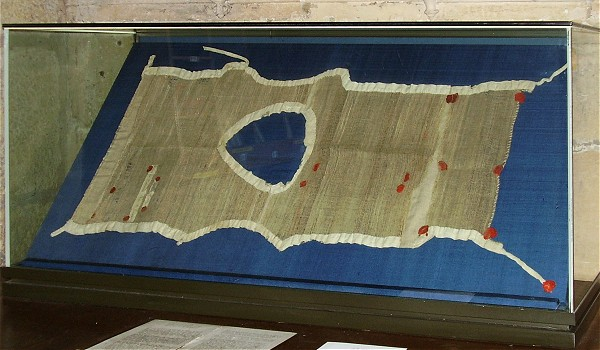
Ciliciu
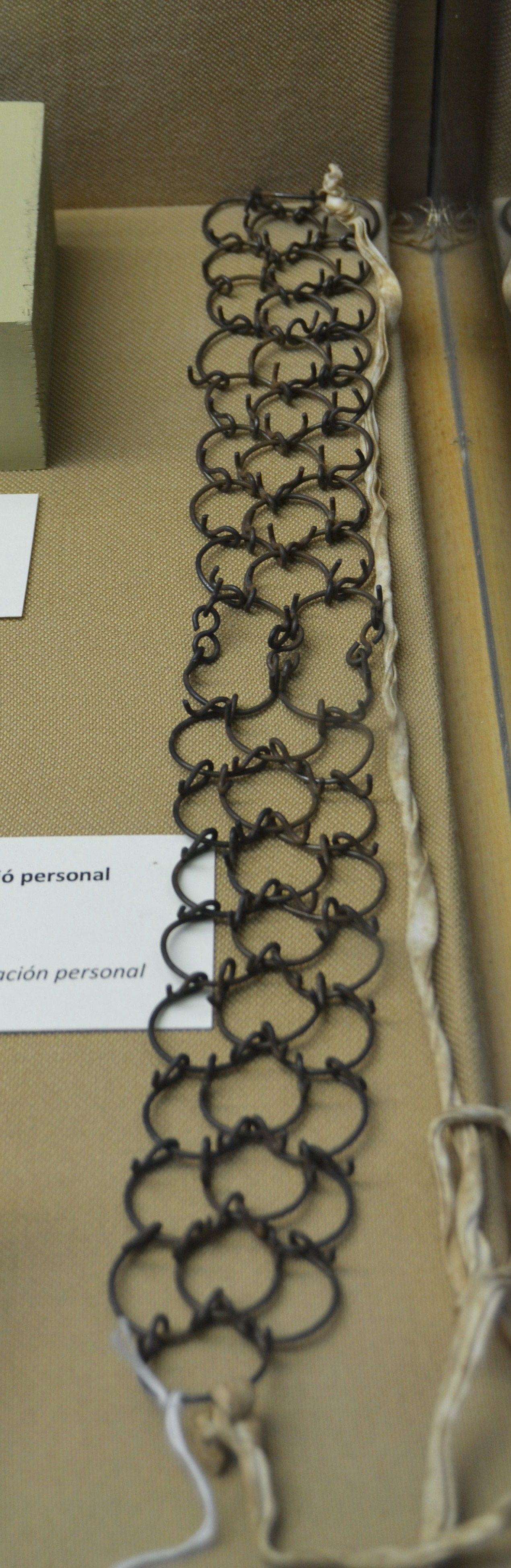
Ciliciu
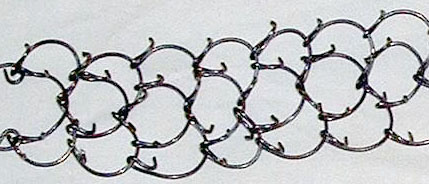
Ciliciu